# VakıfBank Spor Kulübü
VakıfBank Spor Kulübü oder VakıfBank SK ist ein türkischer Volleyballclub, der seit Ende der 1990er Jahre in der europäischen Spitze mitspielt.
Das aktuelle Team besteht aus den beiden ehemals getrennten Teams: Vakıfbank und Güneş Sigorta. Vakıfbank spielte ursprünglich in Ankara, während Güneş Sigorta aus Istanbul stammte.
Güneş Sigorta ist eine türkische Versicherungsfirma, die teilweise im Besitz von Vakıfbank, einer der größten türkischen Banken, ist.
Das Vakıfbank Günes Sigorta Frauen-Volleyball-Team erreichte sechs Mal das Final Four der europäischen Champions League, wobei man in den Jahren 1998, 1999 und 2014 Zweiter und 2011 sowie 2013 sogar Erster wurde. Hinzu kamen 2008 der Gewinn des Challenge Cup, 2004 der Gewinn des Top Teams Cup und 2000 ein dritter Platz im CEV-Pokal. In der Saison 2012/13 gewann Istanbul nach 47 Siegen in Folge ungeschlagen den türkischen Pokal, die Champions-League und die türkische Meisterschaft.
Vakıfbank Güneş Sigorta trägt seine Heimspiele in der Haldun Alagas Sports Hall in Istanbul aus.

## Ehemalige Namen
- seit 2012: VakıfBank
- 2011–2012: VakıfBank Türk Telekom
- 2009–2011: VakıfBank Güneş Sigorta Türk Telekom
- 2008–2009: Vakıfbank Güneş Sigorta Turk Telekom
- 1999–2008: Vakıfbank Güneş Sigorta
- 1986–1999: Güneş Sigorta